# Jenny Högström
Jenny Högström, född 1974, är en svensk kulturskribent, kritiker, översättare och poet. Högström är uppvuxen i Hästveda i norra Skåne.
Högström debuterade 2015 med boken Achtung Blitzkrieg. Året därpå, 2016, utkom diktsamlingen En liten bok om kött och chark, och 2021 kom hennes bok Sad Life ut på förlaget It-lit.
Högström är 2023 idé- och kritikredaktör på Göteborgs-Posten. Tidigare var hon litteraturredaktör på Helsingborgs Dagblads kulturredaktion. Mellan åren 2014 och 2022 recenserade Högström böcker i Aftonbladet.
Hon är även amatörboxare och tränare på Majornas boxningsklubb, samt gör musik tillsammans med Niki Yrla på Carolina Falkholts skivbolag "ORD, LJUD OCH KÖN".
2023 vann hon Axel Liffner-stipendiet med motiveringen ”En kulturskribent måste ibland elda under sin vrede för att inte bli blasé. Årets Liffnerpristagare skriver så det viner om formuleringarna men har samtidigt ett absolut gehör för skönlitteraturen. Med henne har Göteborgs-Posten tillskansat sig en spränglärd rabulist och en slugger till skönande”.